# Anna Lo

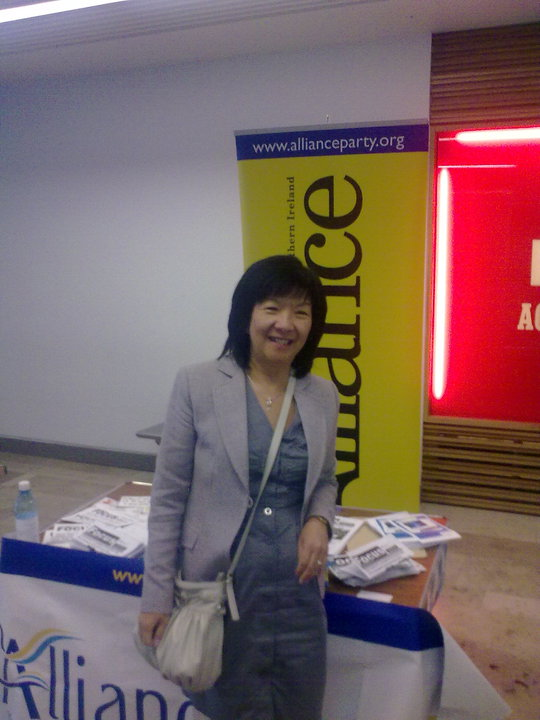
Anna Lo (2012)

Anna Manwah Lo (chin. 盧曼華 / 卢曼华 Pinyin Lú Mànhuá Jyutping Lou4 Maan6waa4 kant. Lo Manwah; * 16. Juni 1950 in Hongkong; † 6. November 2024) war eine nordirische Politikerin (Alliance Party of Northern Ireland).

## Leben
Geboren wurde Lo in Hongkong und siedelte Anfang der 1970er-Jahre mit ihrem damaligen Ehemann, einem Journalisten des Belfast Telegraph, zunächst nach London und später 1974 nach Nordirland. Möglich machte den Umzug ein Reisepass der damaligen Kronkolonie Hongkong. In den Folgejahren arbeitete sie als Sozialarbeiterin und engagierte sich öffentlich gegen Rassismus. Sie war Vorstandssprecherin der Northern Ireland Chinese Welfare Association.
Lo zog 2007 als erste in Asien geborene Chinesin in ein europäisches Parlament und als erste Person mit Migrationshintergrund, in die Northern Ireland Assembly, für die Alliance Party of Northern Ireland, im Wahlbezirk Belfast South ein. Am 6. November 2024 verstarb Anna Lo im Alter von 74 Jahren.